# 2832 Лада
2832 Лада (2832 Lada) — астероїд головного поясу, відкритий 6 березня 1975 року.
Тіссеранів параметр щодо Юпітера — 3,473.